# 鄢翱
鄢翱（？—？），清朝政治人物。直隸承德府人。
鄢翱為舉人出身。道光十年（1830年）三月，署任湖南永順府龍山縣知縣。